# 100 mètres féminin aux championnats du monde d'athlétisme 2011
Navigation
Berlin 2009 Moscou 2013
L'épreuve du  100 mètres féminin des championnats du monde de 2011 s'est déroulée les 27 et 28 août 2011 dans le Stade de Daegu en Corée du Sud. Elle remportée par l'Américaine Carmelita Jeter.

## Records et performances

### Records
Les records du 100 m femmes (mondial, des championnats et par continent) étaient avant les championnats 2011 les suivants.
| Record du monde           | Florence Griffith Joyner | États-Unis | 10 s 49 | Indianapolis, États-Unis | 16 juillet 1988 |
| Record des championnats   | Marion Jones             | États-Unis | 10 s 70 | Séville, Espagne         | 22 août 1999    |
| Record d'Afrique          | Glory Alozie             | Nigeria    | 10 s 90 | La Laguna, Espagne       | 5 juin 1999     |
| Record d'Asie             | Li Xuemei                | Chine      | 10 s 79 | Shanghai, Chine          | 18 octobre 1997 |
| Record d'Amérique du Nord | Florence Griffith Joyner | États-Unis | 10 s 49 | Indianapolis, États-Unis | 16 juillet 1988 |
| Record d'Amérique du Sud  | Lucimar de Moura         | Brésil     | 11 s 17 | Bogota, Colombie         | 25 juin 1999    |
| Record d'Europe           | Christine Arron          | France     | 10 s 73 | Budapest, Hongrie        | 19 août 1998    |
| Record d'Océanie          | Melinda Gainsford-Taylor | Australie  | 11 s 12 | Sestriere, Italie        | 31 juillet 1994 |

### Meilleures performances de l'année 2011
Les dix  athlètes les plus rapides de l'année sont, avant les championnats (au 11 juin 2011), les suivants. Parmi ces 10 figurent 4 jamaïquaines, 4 américaines, une nigériane et une trinidadienne.
| 1  | Carmelita Jeter         | États-Unis        | 10.70 | 4 juin 2011 |
| 2  | Veronica Campbell-Brown | Jamaïque          | 10.76 | 31 mai 2011 |
| 3  | Marshevet Myers         | États-Unis        | 10.86 | 4 juin 2011 |
| 4  | Kerron Stewart          | Jamaïque          | 10.87 | 4 juin 2011 |
| 5  | Kelly-Ann Baptiste      | Trinité-et-Tobago | 10.94 | 7 mai 2011  |
| 6  | Shelly-Ann Fraser       | Jamaïque          | 10.95 | 4 juin 2011 |
| 7  | Oludamola Osayomi       | Nigeria           | 10.99 | 22 mai 2011 |
| 8  | Sherone Simpson         | Jamaïque          | 11.00 | 4 juin 2011 |
| 9  | Alexandria Anderson     | États-Unis        | 11.01 | 22 mai 2011 |
| 10 | English Gardner         | États-Unis        | 11.03 | 14 mai 2011 |

## Critères de qualification
Pour se qualifier pour les Championnats (minima A), il fallait avoir réalisé moins de 11 s 29 entre le 1er octobre 2010 et  le 15 août 2011. Le minima B est de 11 s 38.

## Résultats

### Finale
| Rang               | Athlète                 | Temps   |
| ------------------ | ----------------------- | ------- |
| Médaille d'or      | Carmelita Jeter         | 10 s 90 |
| Médaille d'argent  | Veronica Campbell-Brown | 10 s 97 |
| Médaille de bronze | Kelly-Ann Baptiste      | 10 s 98 |
| 4                  | Shelly-Ann Fraser       | 10 s 99 |
| 5                  | Blessing Okagbare       | 11 s 12 |
| 6                  | Kerron Stewart          | 11 s 15 |
| 7                  | Ivet Lalova             | 11 s 27 |
| 8                  | Marshevet Myers         | 11 s 33 |

### Demi-finales
Les deux premières athlètes de chaque course (Q) plus les deux meilleurs temps (q) se qualifient pour la finale.
| Rang | Athlète           | Temps     |
| ---- | ----------------- | --------- |
| 1    | Kerron Stewart    | 11 s 26 Q |
| 2    | Marshevet Myers   | 11 s 38 Q |
| 3    | Myriam Soumaré    | 11 s 47   |
| 4    | Ezinne Okparaebo  | 11 s 48   |
| 5    | Michelle-Lee Ahye | 11 s 48   |
| 6    | Jeanette Kwakye   | 11 s 48   |
| 7    | Yasmin Kwadwo     | 11 s 54   |
| 8    | Oludamola Osayomi | 11 s 58   |

| Rang | Athlète                 | Temps     |
| ---- | ----------------------- | --------- |
| 1    | Shelly-Ann Fraser       | 11 s 03 Q |
| 2    | Veronica Campbell-Brown | 11 s 06 Q |
| 3    | Blessing Okagbare       | 11 s 22 q |
| 4    | Semoy Hackett           | 11 s 35   |
| 5    | Ruddy Zang Milama       | 11 s 43   |
| 6    | Olesya Povh             | 11 s 48   |
| 7    | Sheniqua Ferguson       | 11 s 59   |
| 8    | Rosangela Santos        | 11 s 61   |

| Rang | Athlète             | Temps     |
| ---- | ------------------- | --------- |
| 1    | Carmelita Jeter     | 11 s 03 Q |
| 2    | Kelly-Ann Baptiste  | 11 s 05 Q |
| 3    | Ivet Lalova         | 11 s 23 q |
| 4    | Véronique Mang      | 11 s 44   |
| 5    | Jura Levy           | 11 s 53   |
| 6    | Aleksandra Fedoriva | 11 s 54   |
| 7    | Ana Claudia Silva   | 11 s 55   |
| 8    | Chisato Fukushima   | 11 s 59   |

### Premier tour
Les 3 premières de chaque course (Q) plus les 3 meilleurs temps (q) se qualifient pour les demi-finales.
| Rang | Athlète           | Temps     |
| ---- | ----------------- | --------- |
| 1    | Carmelita Jeter   | 11 s 21 Q |
| 2    | Sheniqua Ferguson | 11 s 36 Q |
| 3    | Jeanette Kwakye   | 11 s 42 Q |
| 4    | Nelkis Casabona   | 11 s 47   |
| 5    | Marta Jeschke     | 11 s 73   |
| 6    | Ching-Hsien Liao  | 12 s 16   |
| 7    | Kaina Martinez    | 12 s 18   |
| 8    | Pollara Cobb      | 12 s 55   |

| Rang | Athlète                | Temps          |
| ---- | ---------------------- | -------------- |
| 1    | Kerron Stewart         | 11 s 13 Q      |
| 2    | Ruddy Zang Milama      | 11 s 20 Q      |
| 3    | Ezinne Okparaebo       | 11 s 21 Q (NR) |
| 4    | Semoy Hackett          | 11 s 27 q      |
| 5    | Andreea Ograzeanu      | 11 s 47        |
| 6    | Phobay Kutu-Akoi       | 11 s 61        |
| 7    | Joanne Pricilla Loutoy | 12 s 35        |
| 8    | Ivana Rožhman          | 12 s 44        |

| Rang | Athlète           | Temps          |
| ---- | ----------------- | -------------- |
| 1    | Ivet Lalova       | 11 s 10 Q      |
| 2    | Oludamola Osayomi | 11 s 15 Q      |
| 3    | Michelle-Lee Ahye | 11 s 20 Q (PB) |
| 4    | Laura Turner      | 11 s 45        |
| 5    | Guzel Khubbieva   | 11 s 46        |
| 6    | Yomara Hinestroza | 11 s 57        |
| 7    | Martina Pretelli  | 12 s 28 (NR)   |
| 8    | Patricia Taea     | 12 s 63        |

| Rang | Athlète            | Temps     |
| ---- | ------------------ | --------- |
| 1    | Kelly-Ann Baptiste | 11 s 27 Q |
| 2    | Chisato Fukushima  | 11 s 35 Q |
| 3    | Rosângela Santos   | 11 s 38 Q |
| 4    | Mikele Barber      | 11 s 40   |
| 5    | Anyika Onuora      | 11 s 41   |
| 6    | Delphine Atangana  | 11 s 56   |
| 7    | Anatercia Quive    | 12 s 40   |
| 8    | Alda Paulo         | 13 s 02   |

| Rang | Athlète           | Temps        |
| ---- | ----------------- | ------------ |
| 1    | Blessing Okagbare | 11 s 10 Q    |
| 2    | Shelly-Ann Fraser | 11 s 13 Q    |
| 3    | Ana Claudia Silva | 11 s 27 Q    |
| 4    | Inna Eftimova     | 11 s 36      |
| 5    | Olga Bludova      | 11 s 63      |
| 6    | Diane Borg        | 12 s 22      |
| 7    | Lovelite Detenamo | 12 s 51 (PB) |
|      | Natasha Mayers    | DNS          |

| Rang | Athlète         | Temps     |
| ---- | --------------- | --------- |
| 1    | Myriam Soumaré  | 11 s 12 Q |
| 2    | Marshevet Myers | 11 s 16 Q |
| 3    | Olesya Povh     | 11 s 26 Q |
| 4    | Jura Levy       | 11 s 34 q |
| 5    | Leena Günther   | 11 s 36   |
| 6    | Hye-lim Jung    | 11 s 88   |
| 7    | Feta Ahamada    | 12 s 22   |
| 8    | Gloria Diogo    | 12 s 46   |

| Rang | Athlète                      | Temps          |
| ---- | ---------------------------- | -------------- |
| 1    | Veronica Campbell-Brown      | 11 s 19 Q      |
| 2    | Véronique Mang               | 11 s 20 Q      |
| 3    | Aleksandra Fedoriva          | 11 s 28 Q (PB) |
| 4    | Yasmin Kwadwo                | 11 s 29 q (PB) |
| 5    | Nataliya Pohrebnyak          | 11 s 34        |
| 6    | Norjannah Hafiszah Jamaludin | 11 s 74        |
| 7    | Vladislava Ovcharenko        | 12 s 24        |
| 8    | Djénébou Danté               | 12 s 32 (PB)   |

### Tour préliminaire
Les trois premiers de chaque séries (Q) plus les 4 meilleurs temps (q) se qualifient pour les quarts de finale.
| Rang | Athlète                | Temps        |
| ---- | ---------------------- | ------------ |
| 1    | Kaina Martinez         | 12 s 14 (PB) |
| 2    | Joanne Pricilla Loutoy | 12 s 29 (PB) |
| 3    | Lovelite Detenamo      | 12 s 63 (PB) |
| 4    | Shinelle Proctor       | 12 s 89 (PB) |
| 5    | Chandra Kala Thapa     | 13 s 17 (SB) |
| 6    | Boudsadee Vongdala     | 13 s 56 (SB) |
| 7    | Kabotaake Romeri       | 13 s 71 (PB) |
| DQ   | Youlia Camara          |              |

| Rang | Athlète           | Temps        |
| ---- | ----------------- | ------------ |
| 1    | Delphine Atangana | 11 s 57      |
| 2    | Feta Ahamada      | 12 s 27 (SB) |
| 3    | Diane Borg        | 12 s 29      |
| 4    | Gloria Diogo      | 12 s 52 (SB) |
| 5    | Djénébou Danté    | 12 s 62 (SB) |
| 6    | Maysa Rejepova    | 13 s 43 (PB) |
| 7    | Mihter Wendolin   | 14 s 69      |

| Rang | Athlète               | Temps        |
| ---- | --------------------- | ------------ |
| 1    | Phobay Kutu-Akoi      | 11 s 62      |
| 2    | Vladislava Ovcharenko | 12 s 26      |
| 3    | Patricia Taea         | 12 s 44 (PB) |
| 4    | Pollara Cobb          | 12 s 64      |
| 5    | Nafissa Souleymane    | 12 s 74 (PB) |
| 6    | Joycelyn Taurikeni    | 13 s 16 (PB) |
| 7    | Rubie Joy Gabriel     | 13 s 48 (PB) |

| Rang | Athlète            | Temps        |
| ---- | ------------------ | ------------ |
| 1    | Jung Hye-lim       | 11 s 90      |
| 2    | Liao Ching-Hsien   | 11 s 98      |
| 3    | Alda Paulo         | 12 s 85 (PB) |
| 4    | Maguy Safi Makanda | 13 s 05 (PB) |
| 5    | Asenate Manoa      | 13 s 92      |
| 6    | Megan West         | 13 s 95 (PB) |
| 7    | Bonko Camara       | 14 s 05 (SB) |

| Rang | Athlète                      | Temps        |
| ---- | ---------------------------- | ------------ |
| 1    | Norjannah Hafiszah Jamaludin | 12 s 06      |
| 2    | Anatercia Quive              | 12 s 31      |
| 3    | Martina Pretelli             | 12 s 47 (NR) |
| 4    | Ivana Rožhman                | 12 s 48      |
| 5    | Yvonne Bennett               | 12 s 78      |
| 6    | Susan Tama                   | 13 s 29 (PB) |
| 7    | Belinda Talakai              | 13 s 73      |

## Légende
Records et Performances
- AR : Record continental (area record)
- CR : Record des championnats (championship record)
- MR : Record du meeting (meet record)
- NR : Record national (national record)
- OR : Record olympique (olympic record)
- PR : Record paralympique (paralympic record)
- PB : Record personnel (personal best)
- SB : Meilleure performance personnelle de la saison (season's best)
- WL : Meilleure performance mondiale de l'année (world leader)
- WJR : Record du monde junior (world junior record)
- WR : Record du monde (world record)

Circonstances et Conditions
- DNF : N'a pas terminé (did not finish)
- DNS : N'a pas pris le départ (did not start)
- DQ : Disqualification (disqualification)
- NM : Aucun essai valable enregistré (No Mark)
- Q : Qualifié « directement » au prochain tour (ou à la prochaine compétition), lors d'une compétition majeure, grâce au classement ou à la réalisation des minima (automatic qualifier)
- q : Qualifié au prochain tour (ou à la prochaine compétition), lors d'une compétition majeure, grâce au repêchage ou à la réalisation de l'une des meilleures performances parmi celles des « non qualifiés directement » (grâce au meilleur temps ou à la meilleure distance par exemple) (secondary qualifier)